# Alestes baremoze
Alestes baremoze là loài cá cá chép mỡ sống ở các hệ thống nước ngọt miền bắc và tây châu Phi. Nó có một số tầm quan trọng vì là một loại cá thực phẩm được khai thác thương mại.

## Mô tả
Alestes baremoze là loài cá có màu bạc, vây lưng màu xám xanh và bụng trắng, vây có màu xám với thùy dưới vây đuôi có màu cam. Chiều dài tối đa được công bố là 43 cm và cân nặng tối đa được công bố là 500g, mặc dù trưởng thành tình dục xảy ra khi chiều dài đạt đến 20 cm.. Nó thuộc bộ Characiformes, họ Alestidae và chi Alestes. Quan sát mô học và các phân tích trong dạ dày cho rằng A. baremoze có sự thích nghi với kiểu ăn tạp

## Phân bố loài
Loài được tìm thấy ở phía đông châu Phi trong hồ Albert, White Nile và hồ Turkana. Ở miền bắc châu Phi, Alestes baremoze trước đây phân bố dọc theo toàn bộ Sông Nile ở Ai Cập, bao gồm các hồ Delta Nile, Rosetta Branch và Lower Nile, nhưng hiện tại nó chỉ sống giới hạn ở thượng lưu sông Nile sau khi xây dựng đập cao Aswan, và không còn xuất hiện ở phía bắc Ai Cập. Alestes baremoze xuất hiện ở Sông Baro của sông Bahr el Ghazal và các hệ thông Bahr el Jebel; White Nile và Blue Nile ở Sudan, phía bắc hồ Nasser. Nó cũng đã được ghi nhận ở Ethiopia. Nó phổ biến rộng rãi ở Tây Phi ở các lưu vực Chad, Niger, Volta, Comoé, Bandama, Sassandra, Geba, Gambia và Senegal.